# Sun Yee On

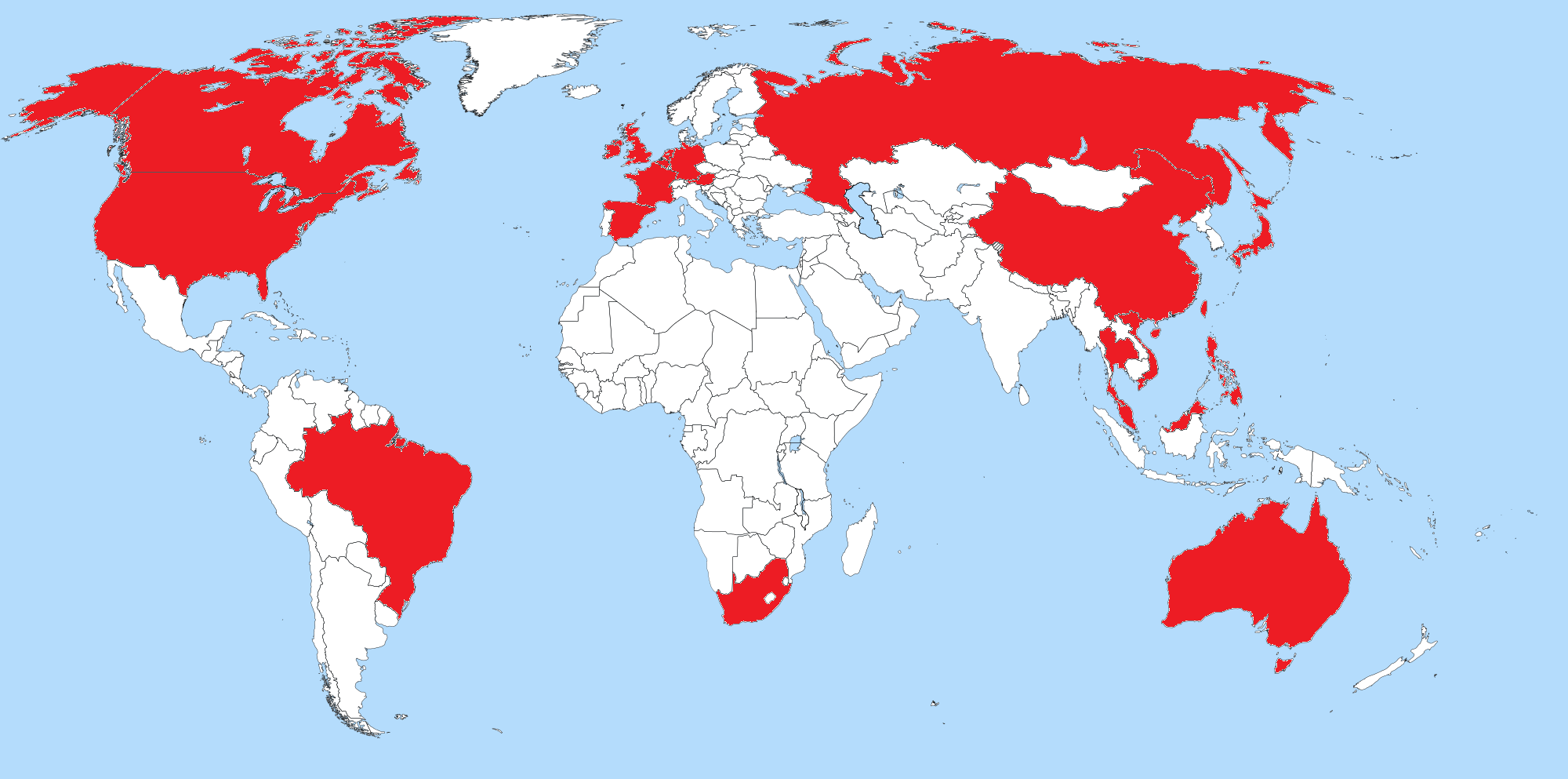
Carte des pays avec des opérations de la Sun Yee On Triad signalées par les forces de l'ordre ou dans les actualités.

Sun Yee On (en chinois traditionnel 新義安, en cantonais romanisé sàn yih òn, en français Nouvelle droiture et paix) est l'une des plus importantes des triades chinoises.

## Description
Basée à Hong Kong, on estime qu'elle comprend 50 000 membres. 
Elle est réputée pour être implantée en Europe (Royaume-Uni, Belgique, France, Pays-Bas, Allemagne, Autriche, Espagne, Tchéquie), aux États-Unis et au Canada, en Russie  
et dans la province de Guangdong, en Chine continentale.

## Histoire

### Fondation
Sun Yee fut fondée par Heung Chin, originaire de Chaozhou, en 1919.  Il fut déporté à Taïwan au début des années 1950 et continua à diriger l'organisation depuis l'île.  On pense qu'ensuite Sun Yee On fut contrôlée par son fils ainé Heung Wah-yim, qui officiellement travaillait comme employé dans un cabinet juridique.

### Affaire Anthony Chung
En février 1986, un ancien officier de police de Hong Kong, Anthony Chung, qui était devenu un membre de Sun Yee On, demanda la protection de la police. Il identifia Heung Wah-yim comme le chef de la triade et cela conduisit la police à arrêter onze membres de la Triade le 1er avril 1987. En perquisitionnant le cabinet juridique de Heung Wah-yim, la police trouva la liste de 900 noms numérotés de ce qui semblait être une liste des membres de l'organisation. En octobre, eut lieu le procès de Heung Wah-yim et de cinq complices, les cinq plaidant coupables. Heung Wah-yim protesta de son innocence pendant le procès, proclamant qu'il n'était que le président de la section locale du Lions Club et que la liste trouvée dans son bureau n'était qu'une liste de donateurs potentiels. Chung et un autre ancien membre de l'organisation criminelle étaient les principaux témoins à charge. Le 20 janvier 1988, le jury déclara coupables cinq des accusés (dont Heung Wah-yim qui fut condamné à sept ans et demi de prison) et acquitta le sixième.

## Postérité
Sun On Yee est la triade mise en avant dans le jeu vidéo Sleeping Dogs (2012), lequel se déroule à Hong Kong.

## Source
- (en) Cet article est partiellement ou en totalité issu de l’article de Wikipédia en anglais intitulé « Sun Yee On » (voir la liste des auteurs).